# Majibacoa
Majibacoa est une ville et une municipalité de Cuba dans la province de Las Tunas.

## Géographie

### Situation
Majibacoa se trouve dans la partie sud-est de l'île de Cuba, dans l'est de la province de Las Tunas, 
à 692 km sud-est de La Havane 
et 35 km sud-est de sa capitale de province Las Tunas.

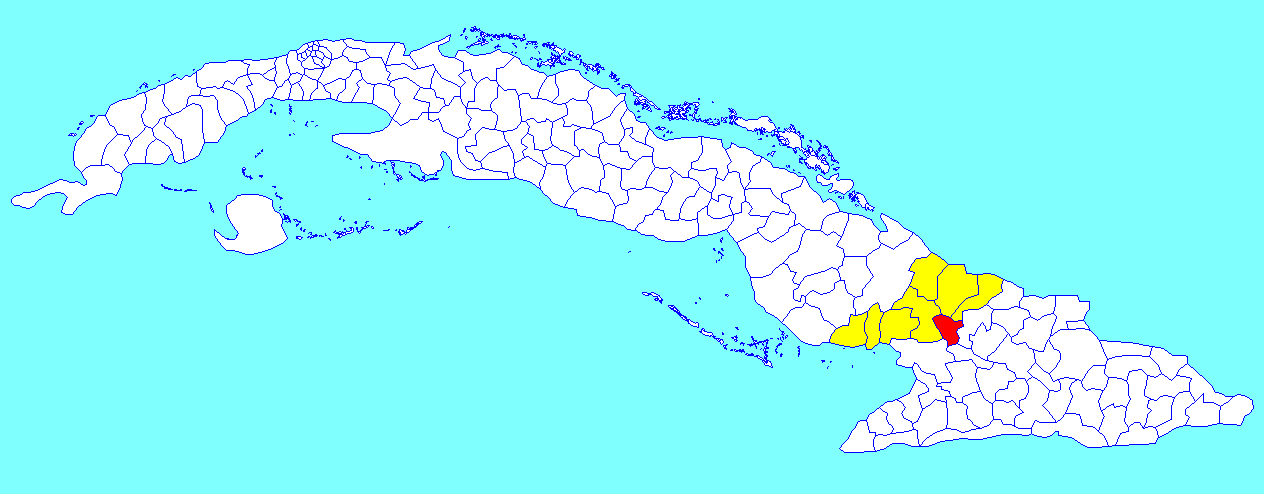
Municipalité de Majibacoa dans la province de Las Tunas

### Divisions administratives
La municipalité inclut huit consejos populares :
- Calixto
- Gaston
- Naranjo
- Las Parras
- La Posta
- Ojo de Agua
- Omaja
- Providencia 4

## Population
En 2022, la population de la municipalité était estimée à 40 235 habitants ; pour une surface de 698,9 km2, la densité de population est de 57,57/km².